# Tripod (Gründung)

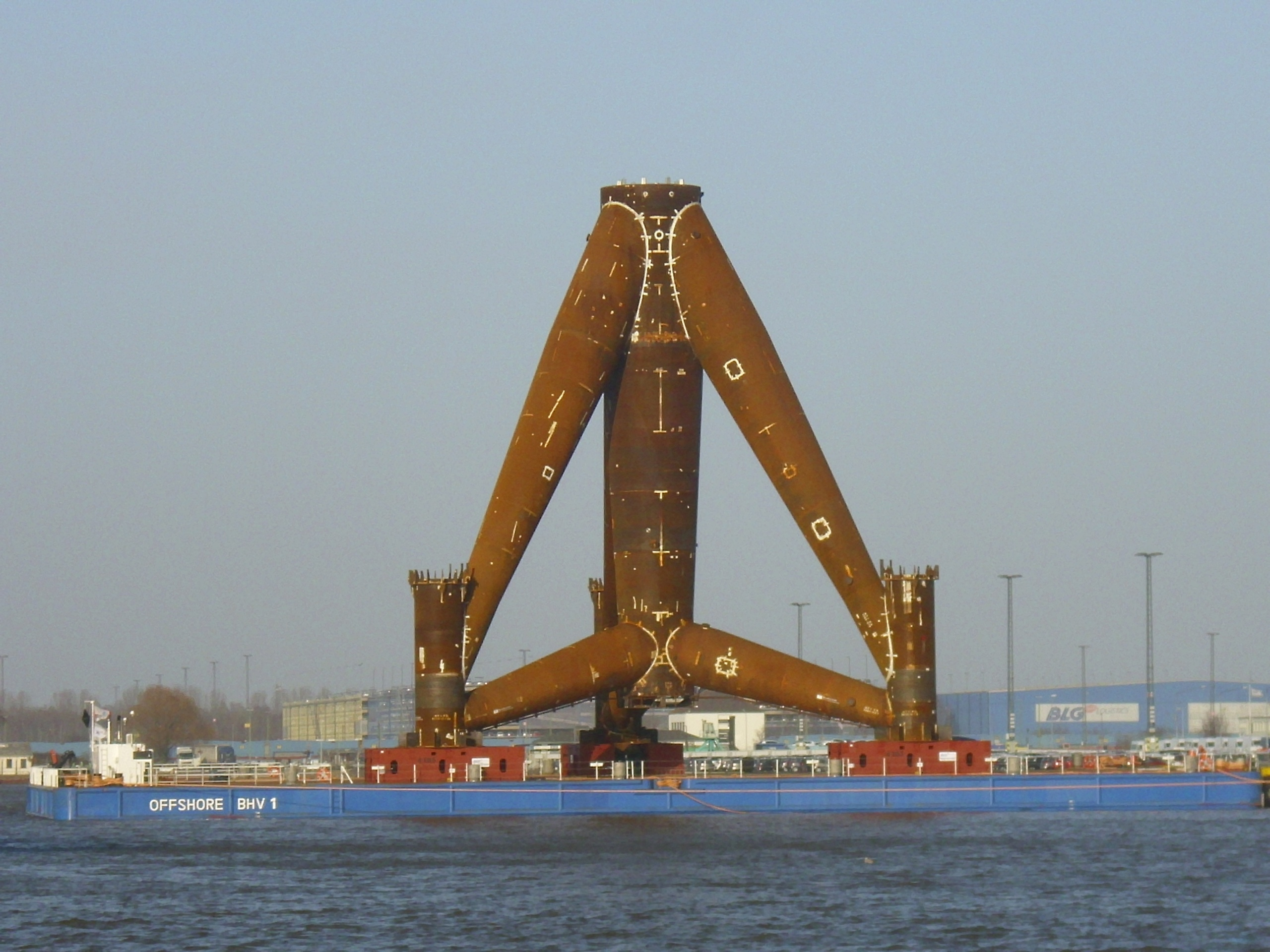
Tripod in Bremerhaven

Als Tripod (von altgriechisch τριπους ‚Dreifuß‘) wird im Bauwesen eine Form der Gründung für Offshorebauwerke bezeichnet.
Tripods werden aus runden Baustahlröhren zusammengesetzt und verschweißt, so dass ein stabiler Dreifuß entsteht. Die Konstruktion wird auf den Meeresboden abgesenkt und mit Pfählen verankert. Man unterscheidet dabei zwei Tripod-Konzepte. Es gibt zum einen den Tripod mit vorinstallierten Pfählen, bei dem die Pfähle als erstes mit einer Schablone in den Baugrund bzw. Meeresboden installiert werden und anschließend wird der Tripod darauf aufsetzend installiert. Zum anderen gibt es die Variante, bei der zuerst der Tripod auf den Meeresboden gestellt wird und erst im Anschluss werden die Pfähle durch die sogenannten Pileguides (= Pfahlführungen) gerammt.
Die Tragstruktur liegt meist vollständig unter Wasser. Die Lasten eines Offshorebauwerks, z. B. einer Windkraftanlage, werden über die Verlängerung des zentralen Gründungsrohrs zum Tripod abgeleitet. Die Bauform unterscheidet sich in diesem Punkt von der ebenfalls dreibeinigen Tripile-Gründung. Tripods eignen sich für Wassertiefen ab 25 m bei Böden, in denen Pfähle tragfähig eingebracht werden können.
Sechs der zwölf Windenergieanlagen des ersten deutschen Offshore-Windparks alpha ventus wurden beispielsweise auf Tripods gegründet. Für die anderen sechs Anlagen wurden Jackets verwendet.

## Entwicklungsgeschichte

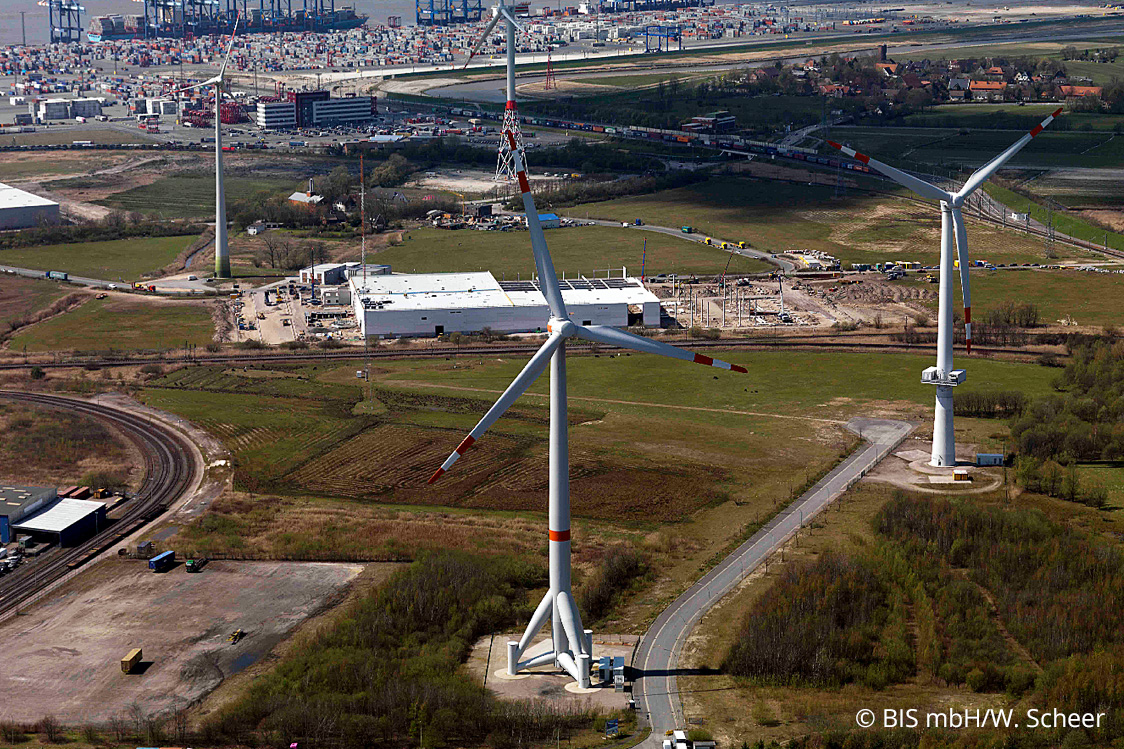
Onshore-Tripod, Bremerhaven

Offshore-Gründungsstrukturen haben ihre Herkunft aus der Öl-&Gas-Industrie. Jacket-Konstruktionen bei Ölplattformen beispielsweise sind seit Jahrzehnten bewährt, und auch Tripods wurden in diesem Umfeld schon verwendet. Auf eine Offshore Windenergieanlage (OWEA) wirken jedoch andere Kräfte als auf eine schwere Ölplattform, und auch die Wassertiefen von mehr als 25 m stellten eine Herausforderung dar. Das Fundament-Design wurde daraufhin auf die OWEA-Anforderungen angepasst und ein Tripod-Design speziell für OWEA entwickelt (von OWT – Offshore Wind Technologie).
2006 wurde nach längerer Entwicklungszeit ein Tripod „Onshore-Demonstrator“ im Auftrage der Weserwind GmbH für die Multibrid GmbH konstruiert, gefertigt und in Bremerhaven aufgestellt. Der Erstbetrieb wurde im Rahmen des Forschungsprojekts IMO-Wind begleitet. Schwerpunkt der Messungen am Prototyp waren unter anderem die Bestimmung von Spannungsverläufen, die sog. „Hot-Spot“-Vermessung, um damit den Abgleich mit Berechnungsmodellen ermöglichen.

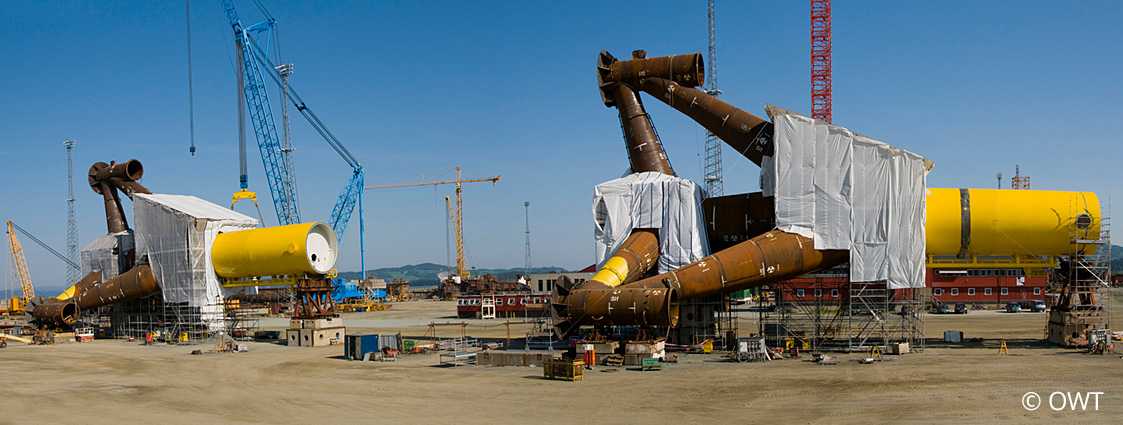
Horizontale Fertigung bei Aker Yards (2008)

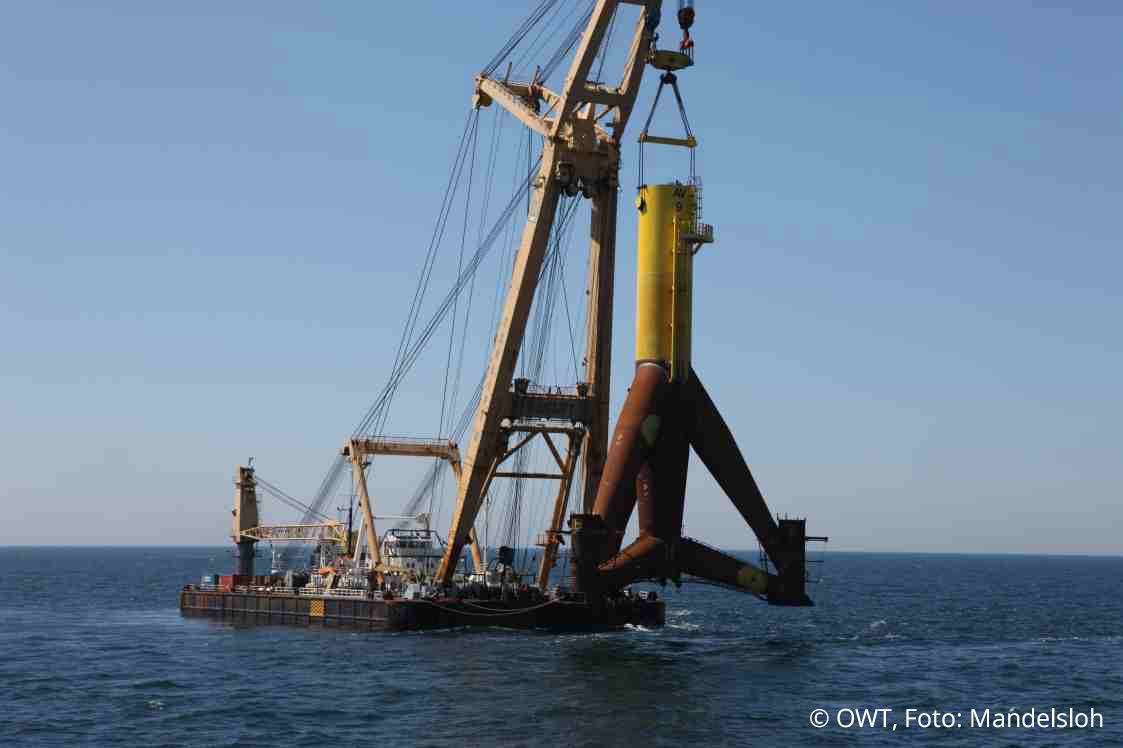
Transport mit Taklift 4 zum Testfeld Alpha Ventus (2009)

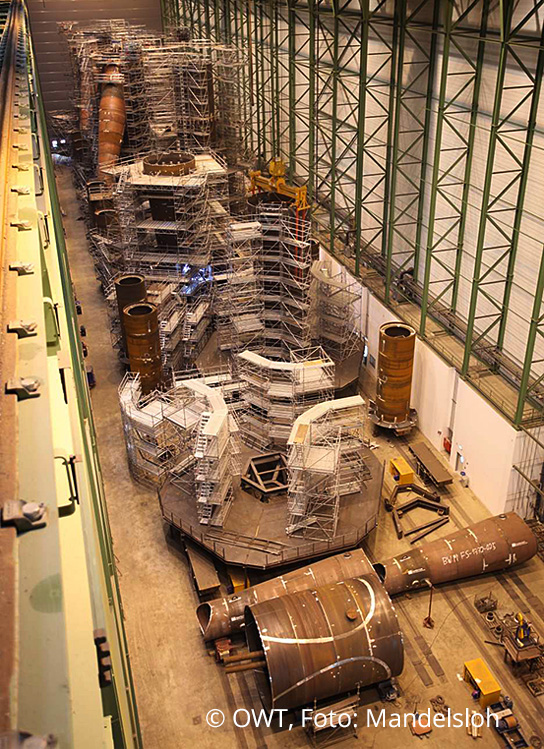
Serienfertigung in aufrechter Position bei WeserWind, Bremerhaven

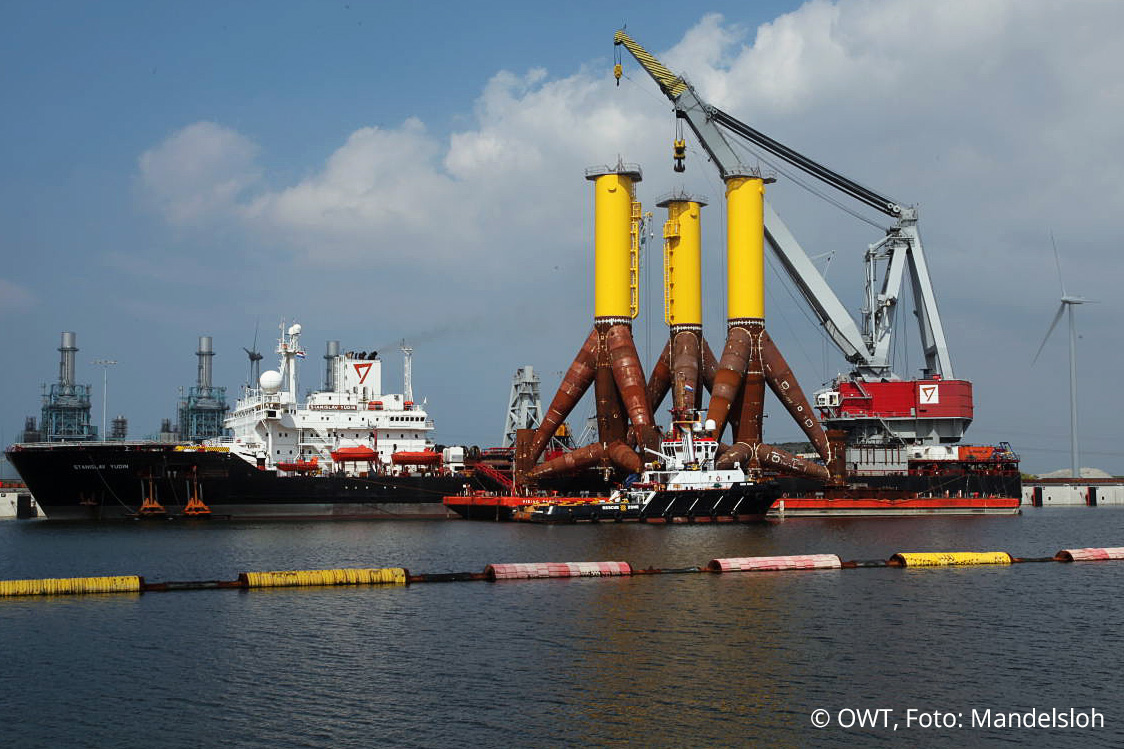
Drei Tripods an Bord der Stanislaw Yudin, bereit zum Transport

2008 wurde der Tripod dann als Gründungsstruktur für sechs Multibrid M5000 OWEA im alpha ventus Projekt gebaut. alpha ventus wurde als Testfeld für die Offshore-Nutzung von Windenergie geplant. Parallel zum Bau fördert das BMU eine Reihe von Forschungsprojekten, die in der RAVE-Initiative (Research at Alpha VEntus) zusammengefasst sind. Dadurch soll eine breite Basis an Erfahrungen und Erkenntnissen für den Bau und Betrieb weiterer Offshore-Windparks gewonnen werden. Projekt-Beteiligte: EWE, eon, Vattenfall, Areva, Senvion, OWT.
Als erster kommerzieller Einsatz in größerem Maßstab wurden die Tripods dann im Offshore-Windpark Borkum West II eingeplant. Seit 2015 sind in dem heute Trianel Windpark Borkum genannten Offshore-Windpark 40 OWEA in Betrieb – auf Tripods gegründet in 26–33 m Wassertiefe. Die Phase II des Parks mit 32 Anlagen wurde auf Monopiles errichtet.
2012–2014 wurden 80 Tripods in 40 m Wassertiefe für den Offshore-Windpark Global Tech I gefertigt und installiert. Er ist der zurzeit (Stand: September 2015) der am weitesten von der Küste entfernte Offshore-Windpark.

## Besondere technische Charakteristik

### Eignung und Einsatzbedingungen
Die Besonderheit des Tripods liegt in der Kombination aus der Überwasserstruktur einer Einpfahllösung (geringe exponierte Oberfläche, robustes Verhalten in Risikoszenarien, einfacher Übergang zur Turmseite, Fertigung vergleichbar Monopile und Turm) mit der Tragwirkung und -leistung einer aufgelösten Struktur.
In der Windenergie ist die Abstimmung der Dynamik des Bauwerks, d. h. in welchen Frequenzen es hauptsächlich schwingt, von besonderer Bedeutung. Der Tripod liegt zwischen Monopile, der tendenziell weicher ist und der vollaufgelösten Fachwerkstruktur Jacket, die wiederum steifer ist.
Der Einsatzbereich ist geometrisch bedingt auf die Größenordnung von mindestens 25 m Wassertiefe bis derzeit 50 m zu sehen.
Vergleichbar mit den Fachwerkstrukturen „Jackets“ benötigt der Tripod Böden, in den Pfähle gesetzt werden können. Wohingegen Monopiles, insbesondere mit hoher Tragleistung bevorzugt in dicht gelagerten Sandböden o. ä. eingesetzt werden.
Die Verbindung zum Pfahl wird in der Regel über sog. Grout erreicht. Es handelt sich dabei um eine Technik, bei der Spezialbeton in den Fugenspalt zwischen Pfahl und Pfahlhülse gegossen wird. Durch die entstehende Verbundwirkung werden die Lasten von der Hülse auf den Pfahl und damit in den Boden übertragen.

### Bautechnische Hintergründe

#### Tragwirkung
Die Tragwirkung beruht auf der Umlenkung des Biegemoments des Turms auf die Pfähle, die dann im Wesentlichen nur noch gezogen oder gedrückt werden. Dafür bedarf es der Kombination aus oberen und unteren Beinen, die die Hebelwirkung dafür aufbauen. Alternative kann anstelle des Pfahls ein Suction bucket eingesetzt werden. Im Vergleich dazu trägt der Monopile seine Lasten ab, indem er sich seitlich im Boden abstützt.
Für Rohrstöße wird es bevorzugt, dass ankommende Rohre in bestimmten Verhältnissen des Durchmessers (um 0,8) zum durchgehenden Rohr bleiben und dann höhere Tragwirkungen erzielen. Dieser Effekt führt zu den bestehenden Abmessungsverhältnissen.
Die Mächtigkeit von Offshore-Gründungen allgemein täuscht über die eigentliche Tragwirkung hinweg. Es handelt sich bei Tripods und Monopiles um Schalentragwerke. Ihre Wandstärke, obwohl streckenweise 100 mm Blechdicke eingesetzt wird, ist relativ gering im Vergleich zum Durchmesser. Sie müssen daher gegen Schalenbeulen nachgewiesen werden.
Die Lebensdauer ist ein zentrales Thema der Bemessung. In der klassischen Öl- und Gasindustrie offshore wurden bereits Wellenlasten berücksichtigt. In der Windenergie verursacht der laufende Betrieb hohe Betriebslasten (siehe Growian Projekt). Bei dem Einsatz auf See kombinieren sich beide Effekte.
Die zylindrischen Sektionen, aus denen die Komponenten Turm, Zentralrohr und Beine zusammengesetzt werden, haben eine Länge von 3 bis 4 m. Die Wandstärken sind auf die jeweiligen Anforderungen abgestuft. Im zentralen Rohr liegen die Wandstärken im Bereich von 40 bis 60 mm, auf wenigen Metern in besonders beanspruchten Bereichen bis zu 100 mm. Die Beine schließen mit 25 bis 30 mm am Zentralrohr an.

#### Berechnungsmethoden
Bei der Berechnung werden hauptsächlich FEM-Methoden eingesetzt. Nur sie können die Spannungsverläufe im Detail und in der Genauigkeit wiedergeben, wie sie für die Bemessung erforderlich werden. Durch die zunehmenden Rechengeschwindigkeiten haben sich die Berechnungszeiten erheblich reduziert, was zur Erhöhung der Iterationen und damit der Optimierung eingesetzt werden kann.